# Dietmar Goltschnigg
Dietmar Goltschnigg (* 12. November 1944 in Würzburg) ist ein österreichischer Germanist.

## Leben
Nach dem Studium der Germanistik und Geschichte in Graz war er 1974 bis 1976 Forschungsstipendiat der Alexander von Humboldt-Stiftung an der Universität Mainz, 1978 Lehrstuhlvertreter in Salzburg und 1979 bis 1981 Gastprofessor in Ljubljana, danach wurde er nach Graz als Ordinarius für Neuere deutsche Sprache und Literatur berufen. Diese Tätigkeit übte er bis 2013 aus.

## Auszeichnung
- 1977: Forschungspreis des Landes Steiermark
- 1985: Medaille der Stadt Klagenfurt für besondere wissenschaftliche Verdienste um Robert Musil
- 2003: Honorarprofessor der Universität Pécs
- 2006: Alexander von Humboldt-Medaille für besondere Verdienste um die wissenschaftliche Zusammenarbeit zwischen Deutschland und Österreich
- 2010: Ehrendoktor der Universität Belgrad

## Schriften (Auswahl)
- Mystische Tradition im Roman Robert Musils. Martin Bubers „Ekstatische Konfessionen“ im „Mann ohne Eigenschaften“. Heidelberg 1974, OCLC 611154890.
- Rezeptions- und Wirkungsgeschichte Georg Büchners. Kronberg im Taunus 1975, ISBN 3-589-20094-4.
- Die Fackel ins wunde Herz. Kraus über Heine. Eine Erledigung? Texte, Analysen, Kommentar. Wien 1999, ISBN 3-85165-400-5.
- mit Hartmut Steinecke: Heine und die Nachwelt. Geschichte seiner Wirkung in den deutschsprachigen Ländern, 3 Bände, Berlin 2006, ISBN 978-3503079896.
- „Fröhliche Apokalypse“ und nostalgische Utopie. „Österreich als besonders deutlicher Fall der modernen Welt“. Wien 2009, ISBN 978-3-7000-0931-3.
- mit Charlotte Grollegg-Edler und Patrizia Gruber: Plagiat, Fälschung, Urheberrecht im interdisziplinären Blickfeld, Erich Schmidt Verlag, Berlin 2013, ISBN 978-3503137640.